# 圣洛朗代萨布尔
圣洛朗德萨布尔（法語：Saint-Laurent-des-Arbres，法語發音：[sɛ̃ loʁɑ̃ de.z‿aʁbʁ]）是法国加尔省的一个市镇，属于尼姆区。

## 地理
圣洛朗德萨布尔（44°3'17"N, 4°41'59"E）面积16.35 平方千米，位于法国奧克西塔尼大區加尔省，该省份为法国南部沿海省份，南端濒地中海，北起顺时针与阿尔代什省、沃克吕兹省、罗讷河口省、埃罗省、阿韦龙省和洛泽尔省接壤。
与圣洛朗德萨布尔接壤的市镇（或旧市镇、城区）包括：洛丹-拉杜瓦斯、利拉克、罗克莫尔、圣热涅斯-德科莫拉斯、圣维克托拉科斯特。
圣洛朗德萨布尔的时区为UTC+01:00、UTC+02:00（夏令时）。

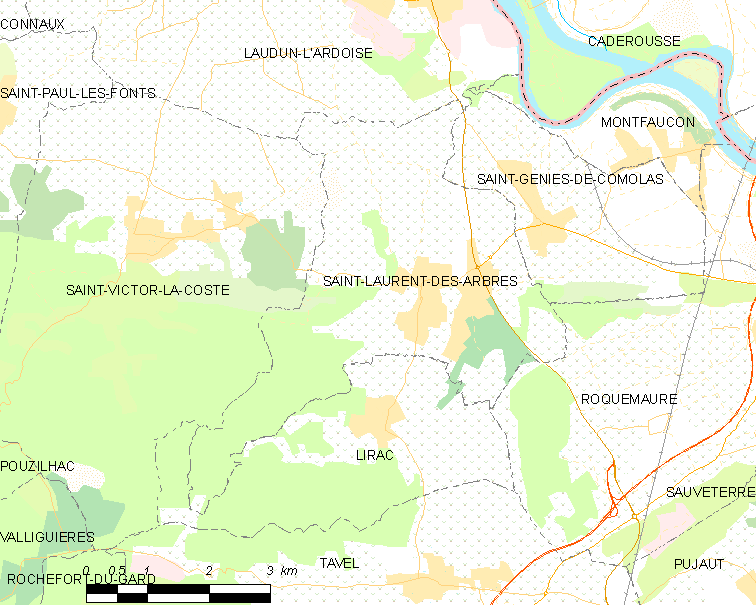
圣洛朗德萨布尔的OSM定位图

## 行政
圣洛朗德萨布尔的邮政编码为30126，INSEE市镇编码为30278。

## 政治
圣洛朗德萨布尔所属的省级选区为罗克莫尔县。

## 人口

1962-2008年间圣洛朗德萨布尔人口变化图示

圣洛朗德萨布尔于2022年1月1日时的人口数量为2984人。